# Jack Crayston
Jack Crayston (Grange-over-Sands, 9 ottobre 1910 – Londra, 26 dicembre 1992) è stato un allenatore di calcio e calciatore inglese.

## Palmarès

### Giocatore

#### Club

##### Competizioni nazionali
- Campionato inglese: 2

Arsenal: 1934-1935, 1937-1938
- Coppa d'Inghilterra: 1

Arsenal: 1935-1936
- Community Shield: 2

Arsenal: 1934, 1938